# Qualitätszirkel Sachverständigenwesen Nordrhein-Westfalen

Landeswappen NRW

Der Qualitätszirkel Sachverständigenwesen Nordrhein-Westfalen (QzSv NRW) ist eine Einrichtung im Sachverständigenwesen des Landes Nordrhein-Westfalen (NRW).
In ihr haben sich Vertreter der Justiz des Landes und des Sachverständigenwesens zusammengefunden, um durch ihre Arbeit dazu beizutragen, dass der Sachverständigenbeweis im gerichtlichen Verfahren zügig und qualitativ hochwertig durchgeführt wird. Der QzSV NRW unterstützt die Sachverständigen und die Richterschaft durch Informationen und Hilfsmittel und engagiert sich in Fortbildungen.

## Gründung
Die Oberlandesgerichte Hamm (Projektleitung), Nürnberg, Jena und das Kammergericht Berlin führten im Jahr 2011 im Auftrag der Präsidenten der Oberlandesgerichte, des Kammergerichts und des Bundesgerichtshofs eine Untersuchung über die Ursachen überlanger Gerichtsverfahren im Bereich der Zivilverfahren sowie die Möglichkeiten der Abhilfe durch. Die im Jahr 2012 veröffentlichte Studie gelangte unter anderem zum Ergebnis, dass bei den untersuchten langdauernden Zivilverfahren (Verfahren, die älter als 24 Monate sind) der Sachverständigenbeweis in jeder zweiten Sache vorkam und über alle Gerichtszweige im Durchschnitt über 40 % der Gesamtverfahrensdauer mit einer Dauer von 15,4 Monaten einnahm.
Die Ergebnisse der Studie führten auf Initiative und unter Leitung des Oberlandesgerichts Hamm zur Gründung des QzSv NRW im Mai 2014.

## Mitglieder
Mitglieder des QzSv NRW sind auf Seiten der Justiz das Ministerium der Justiz NRW, die drei Oberlandesgerichte Düsseldorf, Hamm und Köln sowie die mit der Ausbildung von Justizangehörigen befasste Justizakademie des Landes Nordrhein-Westfalen. Die Sachverständigen werden durch die nordrhein-westfälischen Industrie- und Handelskammern, die Handwerkskammern, die Ingenieurkammer-Bau, die Architektenkammer, die Landwirtschaftskammer, die Ärztekammern, die Zahnärztekammern, die Tierärztekammern und die Psychotherapeutenkammer des Landes NRW sowie das bundesweit tätige Institut für Sachverständigenwesen e.V. mit Sitz in Köln vertreten.
Das Gremium wird durch einen Vertreter des Oberlandesgerichts Hamm geleitet und hat seinen Sitz bei diesem Gericht.

## Aufgaben und Ziele
Nach seiner Geschäftsordnung ist Ziel des QzSv NRW, durch seine Arbeit dazu beizutragen, dass der Sachverständigenbeweis zügig und qualitativ hochwertig durchgeführt wird.
Der Qualitätszirkel hat danach im Einzelnen folgende Aufgaben:
- Informationsaustausch zwischen den Mitgliedern
- Identifizierung von Handlungsfeldern
- Erarbeitung von Lösungsansätzen
- Erteilung von Arbeitsaufträgen an die betreffenden Mitglieder
- Prüfung und Freigabe von Arbeitsergebnissen
- Überprüfung des Umsetzungsstandes

Für die Umsetzung der Aufgaben in den Organisationen sind die jeweiligen Mitglieder verantwortlich.

## Arbeitsweise
Die Mitglieder des QzSv NRW treffen sich im Regelfall physisch einmal im Jahr. Unterjährig wird die Arbeit über elektronische Medien abgewickelt. Veröffentlichte Positionen und Produkte des QzSv NRW setzen das Einvernehmen der Mitglieder voraus.

## Aktivitäten
Die vom QzSv NRW für die Sachverständigen geschaffenen Produkte können von der hierfür geschaffenen Internetseite frei heruntergeladen werden. Sie umfassen beispielsweise Checklisten, Textbausteine und allgemeine Informationsschriften. Vertreter des QzSv NRW bringen sich in Informations- und Fortbildungsveranstaltungen für Sachverständige, Richter und Rechtsanwälte ein.
Die Informationen und Hilfsmittel zum Sachverständigenbeweis für die Richterschaft werden auf dem nur Justizangehörigen des Landes NRW zugänglichen Justizintranet angeboten.